# 소설화
소설화(小說化)는 소설 이외의 매체에서 이미 작성 · 발표된 작품을 소설의 기법으로 표현하여 다시 발표하는 것을 의미한다.

## 개요
문학, 음악, 영화, 만화, 드라마, 컴퓨터 게임 등 모든 창작물이 대상이 된다. 영어로는 노블라이제이션(novelization)이라고 한다. 소설화되어 발표된 작품에 대하여 그 기반이 되는 다른 미디어 작품은 원작이라고 하며, 원작의 저자는 원작자으로 불린다. 또한 이 사례에서 원작자는 개인을 말하기도 하지만, 때로는 원래 작품의 제작 회사 자체가 원작자로 명의를 가질 수도 있다. 소설화는 기업의 미디어 믹스 전개에 있어서 만화화와 같이 자주 사용되는 방법이며, 대상 원작과의 상호적인 홍보 효과가 있다.

## 같이 보기
- 타이인 (대중 매체)